# هوبير دوبون
هوبير دوبون (بالفرنسية: Hubert Dupont)‏ ولد بتاريخ 13 نوفمبر 1980 في ليون، هو دراج فرنسي في صنف سباق الدراجات على الطريق.

## روابط خارجية
- هوبير دوبون على موقع الاتحاد الدولي للدراجات (الإنجليزية)
- هوبير دوبون على موقع أرشيف الدراجات (الإنجليزية)
- هوبير دوبون على موقع إحصائيات الدراجات الإحترافية (الإنجليزية)
- هوبير دوبون على موقع نسبة الدراجات (الإنجليزية)
- هوبير دوبون على موقع CycleBase (الإنجليزية)